# باول غراي (اقتصادي)
باول غراي (بالإنجليزية: Paul Gray)‏ هو اقتصادي بريطاني، ولد في 2 أغسطس 1948.